# Minster (Kent)
Minster (detta anche Minster-in-Sheppey) è una città della contea del Kent, in Inghilterra, situata nell'isola di Sheppey.